# العلاقات الأرجنتينية الكازاخستانية
العلاقات الأرجنتينية الكازاخستانية هي العلاقات الثنائية التي تجمع بين الأرجنتين وكازاخستان.

## مقارنة بين البلدين
هذه مقارنة عامة ومرجعية للدولتين:
| وجه المقارنة                                              | الأرجنتين                                               | كازاخستان                      |
| --------------------------------------------------------- | ------------------------------------------------------- | ------------------------------ |
| المساحة (كم2)                                             | 2.78 مليون                                              | 2.72 مليون                     |
| عدد السكان (نسمة)                                         | 44.27 مليون                                             | 17.95 مليون                    |
| الكثافة السكانية (ن./كم²)                                 | 15.92                                                   | 6.6                            |
| العاصمة                                                   | بوينس آيرس                                              | نور سلطان                      |
| اللغة الرسمية                                             | اللغة الإسبانية                                         | اللغة القازاقية، اللغة الروسية |
| العملة                                                    | البيزو الأرجنتيني 1983 ‏، بيزو أرجنتيني، أسترال أرجنتيني | تينغ كازاخستاني                |
| الناتج المحلي الإجمالي (بليون دولار)                      | 637.59 مليار                                            | 159.41 مليار                   |
| الناتج المحلي الإجمالي (تعادل القوة الشرائية) بليون دولار | 883.02 مليار                                            | 439.39 مليار                   |
| الناتج المحلي الإجمالي الاسمي للفرد دولار أمريكي          | 13.43 ألف                                               | 10.51 ألف                      |
| الناتج المحلي الإجمالي للفرد دولار أمريكي                 |                                                         | 24.23 ألف                      |
| مؤشر التنمية البشرية                                      | 0.827                                                   | 0.788                          |
| رمز المكالمات الدولي                                      | +54                                                     | +7                             |
| رمز الإنترنت                                              | .ar                                                     | .kz، .қаз ‏                     |
| المنطقة الزمنية                                           | 00                                                      | ت ع م+05:00، ت ع م+06:00       |

## منظمات دولية مشتركة
يشترك البلدان في عضوية مجموعة من المنظمات الدولية، منها:
| علم المنظمة | اسم المنظمة                               | تاريخ انضمام الأرجنتين | تاريخ انضمام كازاخستان |
| ----------- | ----------------------------------------- | ---------------------- | ---------------------- |
|             | مؤسسة التنمية الدولية                     | 3 أغسطس 1962           | 23 يوليو 1992          |
|             | مؤسسة التمويل الدولية                     | 13 أكتوبر 1959         | 30 سبتمبر 1993         |
|             | منظمة حظر الأسلحة الكيميائية              | ?                      | ?                      |
|             | الأمم المتحدة                             | 24 أكتوبر 1945         | 2 مارس 1992            |
|             | الاتحاد الدولي للاتصالات                  | 1889                   | 23 فبراير 1993         |
|             | منظمة الشرطة الجنائية الدولية             | ?                      | ?                      |
|             | البنك الدولي للإنشاء والتعمير             | 20 سبتمبر 1956         | 23 يوليو 1992          |
|             | الاتحاد البريدي العالمي                   | ?                      | ?                      |
|             | المركز الدولي لتسوية المنازعات الاستشارية | 18 نوفمبر 1994         | 21 أكتوبر 2000         |
|             | وكالة ضمان الاستثمار متعدد الأطراف        | 11 فبراير 1992         | 12 أغسطس 1993          |
|             | يونسكو                                    | 15 سبتمبر 1948         | 22 مايو 1992           |
|             | الفريق المعني برصد الأرض                  | ?                      | ?                      |
|             | مجموعة الموردين النوويين                  | ?                      | ?                      |

## وصلات خارجية
- موقع وزارة الخارجية الأرجنتينية
- موقع وزارة الخارجية الكازاخستانية